# خادمة (مسلسل تليفزيوني)
 «سيرفانت» هو مسلسل عن الرعب النفسي ابتكره وكتبه توني باسجلوب الذي أنتج أيضًا إم. نايت شيامالان وتنفيذه . تم إنتاج المسلسل من قبل( Apple TV +) وتم عرضه لأول مرة في 28 نوفمبر 2019. قبل العرض الأول ، جددت شركة آبل سيرفنت للموسم الثاني.

## القصة
بعد ستة أسابيع من وفاة ابنهما البالغ من العمر 3 أشهر ، قام الزوجان من فيلادلفيا دوروثي و شون تيرنر بتوظيف مربية شابة ليان، للإنتقال إلى منزلهما والعناية بالطفل «الدمية» جيريكو ، الدمية التي تعتقد دوروثي أنه طفلها الحقيقي ، الدمية هو الشيء الوحيد الذي أخرجها من حالتها القاتلة(شذوذ الحركة) بعد وفاة جيريكو. بينما يتعامل زوجها شون مع الحزن بنفسه ، إلا أنه يصبح متشككًا بشدة من ليان. 

## الممثلون و الشخصيات

### شخصيات الرئيسية
- توبي كيبيل في دور شون تيرنر ، وهو طاهي استشاري يعمل في المنزل ، وهو أب وزوج مفجوع مؤخراً إلى دوروثي
- لورين أمبروز في دور دوروثي تيرنر ، مراسلة أخبار تلفزيونية محلية ، وأم مكتأبة مؤخراً وزوجة لشون
- Nell Tiger Free في دور ليان غرايسون ، مربية شابة غامضة من ولاية ويسكونسن استأجرت من قبل عائلة تيرنر
- روبرت جرينت في دور جوليان بيرس ، شقيق دوروثي وصهر شون
- ميسون و يوليوس بلفورد في دور الطفل جيريكو

### شخصيات ثانوية
- فيليب جيمس برانون في دور ماثيو روسكو ، صديق جوليان محقق خاص
- توني ريفولوري في دور توبي ، متدرب و مساعد لشون في عمله كطاهي

### ضيوف
- M. Night Shyamalan كرجل تسليم البضائع
- بوريس ماكجيفر في دور العم جورج

## إنتاج

### تطوير
في 27 فبراير 2018 ، أعلنت شركة Apple سوف تنتج مسلسلًا يتألف من موسم واحد يتكون من عشر حلقات. تم إنشاء السلسلة بواسطة توني باسغالوب الذي كتب و نفذ أيضًا المسلسل إلى جانب إم نايت شيامالان وآشوين راجان وجايسون بلومنتال وتود بلاك وستيف تيش . تشمل شركات الإنتاج المشاركة في عرضه Blinding Edge Pictures و Escape Artists و Dolphin Black Productions.    عمل مايك جيولاكيس كمصور سينمائي للمسلسل.  في 3 أكتوبر 2019 ، تم الإبلاغ عن أنه من المقرر إصدار المسلسل في 28 نوفمبر 2019.  قبل عرض المسلسل ، في 22 نوفمبر 2019 ، تم إعلان أن أبل جددت المسلسل للموسم الثاني. 
صرح شيامالان أنه يتصور أن تمتد السلسلة لمدة 60 حلقة مدتها نصف ساعة ، أو ستة مواسم. 

### ممثلون
في 22 آب (أغسطس) 2018 ، تم إعلان أن لورين أمبروز و نيل تايجر فري قد يلعبوا أدوارًا قيادية.  في 30 نوفمبر 2018 ، أفيد أن روبرت جرينت انضم إلى فريق العمل الرئيسي.  في رابع من ديسمبر 2018 ، أُعلن أن توبي كيبيل سوف يلعب دور البطولة. 

### تصوير سينمائي
تم تصوير الخادم في فيلادلفيا من نوفمبر 2018 إلى مارس 2019. وقعت المشاهد الخارجية في وسط مدينة فيلادلفيا بالقرب من شجرة التنوب والشوارع الحادية والعشرين. تم بناء مجموعة من المناطق الداخلية لمنزل تيرنر في مصنع دهان سابق في بيثيل تاونشيب ، مقاطعة ديلاوير ، بنسلفانيا .  

## الحلقات
| ر. الإجمالي | العنوان      | المخرج            | الكاتب        | تاريخ العرض الأصلي |
| ----------- | ------------ | ----------------- | ------------- | ------------------ |
| 1           | «مولود جديد» | إم. نايت شيامالان | توني باسجالوب | 28 نوفمبر 2019     |
| 2           | «خشب»        | دانيال ساكيم      | جيني كلاين    | 28 نوفمبر 2019     |
| 3           | «الانقليس»   | دانيال ساكيم      | توني باسجالوب | 28 نوفمبر 2019     |
| 4           | «يتحمل»      | نمرود أنتال       | توني باسجالوب | 6 ديسمبر 2019      |
| 5           | «كريكيت»     | نمرود أنتال       | توني باسجالوب | 13 ديسمبر 2019     |
| 6           | «تمطر»       | الكسيس أوستراندر  | توني باسجالوب | 20 ديسمبر 2019     |
| 7           | «هاجيس»      | الكسيس أوستراندر  | توني باسجالوب | 27 ديسمبر 2019     |
| 8           | «بوبا»       | ليزا برولمان      | توني باسجالوب | 3 يناير 2020       |
| 9           | «جريكو»      | إم. نايت شيامالان | توني باسجالوب | 10 يناير 2020      |
| 10          | «بالون»      | جون دال           | توني باسجالوب | 17 يناير 2020      |

## روابط خارجية
- خادمة على موقع IMDb (الإنجليزية)
- خادمة على موقع ميتاكريتيك (الإنجليزية)
- خادمة على موقع روتن توميتوز (الإنجليزية)
- خادمة على موقع فيلمافينيتي (الإسبانية)
- خادمة على موقع كينوبويسك (الروسية)
- خادمة على موقع ألو سيني (الفرنسية)
- خادمة على موقع قاعدة بيانات الفيلم (الإنجليزية)
- خادمة  في قاعدة بيانات الأفلام على الإنترنت (بالإنجليزية)
- ' في روتن توميتوز.
- Servant
- خادمة على Apple TV +